# 신화엔지니어링
(주)신화엔지니어링종합건축사사무소는 대전에 본사를 두고 있는 대한민국의 종합건축설계사무소이며, 엔지니어링활동주체이다. 일반적으로 "신화엔지니어링"이라 널리 알려져 있다. 종합분야 CM(건설사업관리)을 비롯하여, 건축설계, 기계설비엔지니어링, 토목엔지니어링, 전기엔지니어링, 통신엔지니어링, 소방엔지니어링과 같이 건설엔지니어링분야의 업무와 에너지진단과 그린리모델링사업과 같은 친환경분야의 업무를 수행하고 있으며, 대한민국의 온실가스검증기관 중 하나이다.

## 연혁
- 1985년 - 신화건축사사무소 설립
- 1986년 - 종합신화건축사사무소 (종합건축사사무소 등록)
- 1989년 - (주)종합신화건축사사무소 (법인 설립)
- 1989년 - 시공 감리전문회사 등록
- 1992년 - (주)신화건축종합건축사사무소 (명칭 변경)
- 1993년 - (주)신화엔지니어링종합건축사사무소 (명칭 변경)
- 1994년 - 종합 감리전문회사 등록
- 1995년 - 소방시설 설계, 공사감리업 등록
- 1996년 - 안전진단전문기관 등록(건축 분야), 엔지니어링 활동주체 신고
- 1997년 - 엔지니어링활동주체 분야 추가 (토질 및 기초, 토목품질시험, 건축품질시험, 건축기계설비, 건축전기설비, 도로 및 공항, 토목구조, 건축구조, 유체기계, 상하수도) 전력시설물 분야진출 (감리, 설계)
- 1998년 - ISO 9001 인증
- 1999년 - 전문건설업 등록 (시설물유지관리업)
- 2000년 - 기술연구소 개설
- 2001년 - ISO 14001 인증, 해외건설업 신고(건설엔지니어링 분야), LA지사 설립
- 2001년 - 대통령표창
- 2005년 - 석탑산업훈장[1], 대통령표창, 모범실납세자 표창
- 2006년 - 엔지니어링업계 최초 에너지진단전문기관 등록
- 2008년 - 원자력구조물, 구조안전 업무 인증, 요・로 효율향상 기술지도 선정기관, 인도네시아 아체주 친선병원 및 학교건립공사 표창(아체주)
- 2010년 - 대통령표창, 한국해양연구원 500 kW 제주(용수) 시험파력발전소 감리수행(~2014년), 남극 장보고과학기지 CM수행(~2014년)
- 2011년 - 2011 대한민국 공공건축상 대통령상 수상, 엔지니어링업계 최초 온실가스검증기관 등록[2]
- 2012년 - 제46회 납세자의 날 모범납세자
- 2013년 - 과학기술훈장(웅비장) 수훈[3], KSLV-1 발사대 시설물 구조 정밀점검 및 정밀안전진단, 신화 Innovation 선포
- 2014년 - 국내 최초 종합분야 건설기술용역(CM)업 등록[4][5], 한국형 CM 최초 수출(캄보디아)[6]
- 2015년 - 대통령표창[7], 대통령표창[8], 그린리모델링 사업자등록, 모범납세자 표창
- 2016년 - 대통령표창[9], 산업포장[10], 시설물유지관리업 등록
- 2017년 - 일·생활균형 캠페인 참여
- 2018년 - 지하안전영향평가전문기관 등록, 대통령표창[11], 가족친화인증기업 등록
- 2019년 - 전문소방시설설계업 등록, 중국 길림천우건설집단과 업무협력 MOU 체결[12]
- 2020년 - 나무병원 등록, 대통령표창[13], 그린리모델링 우수상(비주거부문), 온실가스 감축 업무 유공 표창
- 2021년 - 2020년 그린리모델링 우수사업자 선정, 대통령 표창, 기계설비성능점검업 등록, 석면해체작업감리인 등록, 병역지정업체 선정
- 2022년 - 조경식재·시설물공사업 등록, 신화 사내근로복지기금 설립
- 2023년 - 대통령 표창[14]